# Hồ Điệp
Hồ Điệp (tiếng Trung: 胡蝶; Wade-Giles: Hu Tieh; năm 1907 hoặc năm 1908 - 23 tháng 4 năm 1989), còn được gọi theo tên tiếng Anh của bà là Butterfly Wu, là một trong những nữ diễn viên nổi tiếng nhất của Trung Quốc trong thập niên 1920 và 1930. Bà đóng vai chính trong Hỏa thiêu Hồng Liên Tự, bộ phim bắt đầu một cơn sốt cho phim võ thuật, Sing-Song Girl Red Peony, phim âm thanh đầu tiên của Trung Quốc, và phim được coi là bộ phim hay nhất của bà, Twin Sisters. Bà được bầu chọn là "Nữ hoàng điện ảnh" của Trung Quốc vào năm 1933, và đã giành được giải thưởng Nữ diễn viên xuất sắc nhất tại Liên hoan phim châu Á năm 1960 cho vai diễn của cô trong phim Rear Door.

## Tiểu sử
Hồ Điệp có tên lúc sinh là Hồ Thụy Hoa (tiếng Trung: 胡瑞华; Wade-Giles: Hu Jui-hua) sinh tại Thượng Hải vào năm 1907  hoặc năm 1908, và chuyển đến Quảng Châu khi cô bé lên chín. Cha cô sau đó đã trở thành tổng thanh tra của tuyến đường sắt Bắc Kinh-Fengtian, phần lớn thời gian thời niên thiếu cô bé ở thành phố phía Bắc bao gồm Bắc Kinh, Thiên Tân và Dinh Khẩu, và học nói tiếng Phổ thông hoàn hảo, mà sau này được chứng minh là một lợi thế lớn khi các rạp chiếu phim Trung Quốc chuyển từ phim câm sang phim có lời thoại.